# جاين فيليبس
جاين فيليبس (بالإنجليزية: Siân Phillips) (و. 1933 – م) هي ممثلة، من المملكة المتحدة.

## حياتها
وُلِدت فيليبس في جوين كاي جيروين في مقاطعة ويست جلامورجان في ويلز. كانت والدتها سالي معلمة، وكان والدها ديفيد فيليبس عاملاً في مصنع للصلب، وأصبح فيما بعد شرطيًا، وهي تتحدث اللغة الويلزية. ذكرت في سيرتها الذاتية "وجوه خاصة" (Private Faces)أنها كانت تتحدث اللغة الويلزية فقط خلال معظم طفولتها، وتعلمت اللغة الإنجليزية من خلال الاستماع إلى الراديو.

## التعليم
تلقت تعليمها في مدرسة بونتارديف، وكانت تعرف باسم جين. أطلق عليها معلمها الويلزي اسم سيان، وهو المعادل الويلزي للاسم الإنجليزي جين. درست اللغة الإنجليزية والفلسفة في جامعة كارديف. تخرجت من الجامعة عام 1955. التحقت في سبتمبر 1955 بالأكاديمية الملكية للفنون المسرحية (RADA) وحصلت على منحة دراسية، وهو نفس العام الذي بدأت فيه ديانا ريج، وجليندا جاكسون الدراسة في الأكاديمية الملكية للفنون المسرحية.
```
حصلت خلال دراستها على ميدالية ذهبية تحمل اسم بانكروفت عن أدائها في فيلم "هيدا جابلر". عُرض عليها عقد عمل من هوليوود بعد تخرجها. تضمن العرض عقدًا لثلاثة أفلام، والعمل في الولايات المتحدة، لكنها رفضته وفضلت الأداء في المسرح بدلاً من ذلك.
```

## جوائز وترشيحات
حصلت على جوائز منها:
- قائد وسام الامبراطورية البريطانية.

ترشحت لـ:
- جائزة توني عن فئة أفضل ممثلة في مسرحية موسيقية [الإنجليزية]‏ (1999).

## وصلات خارجية
- جاين فيليبس على موقع IMDb (الإنجليزية)
- جاين فيليبس على موقع روتن توميتوز (الإنجليزية)
- جاين فيليبس على موقع ألو سيني (الفرنسية)
- جاين فيليبس على موقع ميوزك برينز (الإنجليزية)
- جاين فيليبس على موقع أول موفي (الإنجليزية)
- جاين فيليبس على موقع قاعدة بيانات برودواي على الإنترنت (الإنجليزية)
- جاين فيليبس على موقع قاعدة بيانات الأفلام السويدية (السويدية)
- جاين فيليبس على موقع إن إن دي بي (الإنجليزية)
- جاين فيليبس على موقع ديسكوغز (الإنجليزية)
- جاين فيليبس على موقع قاعدة بيانات الفيلم (الإنجليزية)